# Pidonia palligera
Pidonia palligera är en skalbaggsart som beskrevs av Holzschuh 1995. Pidonia palligera ingår i släktet Pidonia och familjen långhorningar. Inga underarter finns listade i Catalogue of Life.